# Strážný (Česká Lípa)
Strážný  är ett berg i Tjeckien. Det ligger i regionen Liberec, i den norra delen av landet, 70 km norr om huvudstaden Prag. Toppen på Strážný är 362 meter över havet. Närmaste större samhälle är Česká Lípa, 12 km väster om Strážný. 